# 白石乃梨
白石 乃梨（しらいし のり、1986年5月9日 - ）は、日本の元女性シンガーソングライター、元モデル。兵庫県丹波篠山市出身。旧名は白石桔梗（しらいし ききょう）。

## 概要

### 略歴
- 5歳の頃から、ダンス教室を主宰する母親や日本舞踊を嗜む祖母の影響で、日本舞踊・バレエ・ジャズダンス・ピアノを習う。[2]
- 中学生時代にはホームステイ先のオーストラリアで鑑賞したゴスペルに感銘を受け、歌うことに興味を持つようになる[2]。この頃より様々なコンテストに出場するようになり、2000年に出場した『SUPER STARLIGHT CONTEST』ではグランプリを受賞している[3]。高校時代はニューヨークへ留学し、その後ロサンゼルスでボーカルレッスンとダンスレッスンを受ける[2]。
- 帰国後は『小悪魔ageha』（インフォレスト社刊）のモデル[4]の「のりりん」[5]として活動するかたわら、母親のダンス教室で受講生の指導も行っていた[2]。
- 2008年
  - 2月20日、白石桔梗名義で、シングル「BLACK」でGIZA studioよりデビュー[6]。
  - 10月7日、白石乃梨名義へ改名したことを発表。
- 2009年
  - 1月9日、関西最大級のミスコンテスト「プリンセス関西」2008にゲスト出演。テーマソングとして「Step up again」を歌った。
- 2011年
  - 1月、5人組ヴォーカルユニット「Caos Caos Caos」のメンバーの一人として再デビュー。
- 2017年
  - アクセサリーブランド「Milea」のモデルに起用される。

## ディスコグラフィー

### シングル
1. BLACK（2008年2月20日発売）
  - 初回盤DVD付
2. again（2008年4月30日発売）
3. 涙あふれた…（2008年8月13日発売）
4. Fighter feat. SPOCK (NORTH COAST BAD BOYZ)（2008年12月17日発売）

### ミニアルバム
1. norizm（2009年4月15日発売）
2. norizm II（2010年2月10日発売）

### その他
1. TOKI「るいるい」（2008年10月8日、SCR-1006）
  - 「You & Me feat. 白石桔梗」収録、初の非自作曲作品
2. GIZA studio 10th Anniversary Masterpiece BLEND 〜FUN Side〜 （2008年12月24日、GZCA-5150）
  - 「again」収録
3. SAPPORO KLASSIC 5TH ANNIVERSARY SPECIAL LIVE DVD（2009年6月24日、UPBH-20038）
  - 「Fighter feat. SPOCK (NORTH COAST BAD BOYZ)」収録
4. Christmas Non-Stop Carol（2010年12月1日、GZCA-5299）
  - Caos Caos Caos名義で「アヴェ・マリア」収録

## Caos Caos Caos
Caos Caos Caos（カオス・カオス・カオス）は、白石乃梨を中心とする女性5人組音楽グループ。2011年にテレビアニメ『名探偵コナン』の主題歌に起用されたシングル「tear drops」でデビュー。2018年2月活動休止。
グループ名は元々ギリシャ語で、「混沌」「無秩序」などの意味を持つ「chaos」という単語を由来に名付けられており、「音楽を通して予測不可能な展開を繰り広げ、決して型にはまらず、時代に応じて形を変えていく、そんな音楽を作っていきたい」という思いが込められている。

### 来歴

#### 2010年：結成
ソロ歌手として活動していた白石乃梨は、ダンスボーカルグループがやりたかったため、ダンサーにライブやミュージックビデオに参加して貰っていた。しかし、専属ではないため、作品ごとにメンバーが異なった。そんな中で、「いつか同じダンサーとずっと一緒にやっていきたい」と思った。そんな時に同年代で背丈も同じ位の女性ダンサーと出会い、2010年にグループ結成に至った。

#### 2011年 - 2018年
- 2011年2月23日にシングル「tear drops」でデビュー。シングルはテレビアニメ『名探偵コナン』のオープニングテーマとして起用された。また、ボーカルの白石がアニメーションで描かれ、PVのダンスを披露するという日本初の演出がなされた[9]。
- デビューを記念したダンスコンテストが開催された。課題曲はデビューシングル「tear drops」である。優勝者には30万円が贈呈され、最終審査まで残った4組は、グループの初披露目イベント「NEXT MOVEMENT 2011」に参加することが出来る。[10][8]。
- 2016年5月8日、「Caos Caos Caos ５周年記念ワンマンライブ」を大阪hillsパン工場にて開催。
- 2018年1月10日、4週連続配信シングル第1弾「スイーツラブ」リリース。
- 2018年1月17日、4週連続配信シングル第2弾「シルバーピアス」リリース。
- 2018年1月24日、4週連続配信シングル第3弾「ランチタイム」リリース。
- 2018年1月31日、4週連続配信シングル第4弾「アラサーガール」リリース。
- 2018年2月14日、初の配信フルアルバム『のりりんモンロー』リリース。このアルバムをもってグループの活動休止を発表。

### ディスコグラフィー

#### シングル
| #                                                                     | 発売日        | 作品名                    | 最高順位 | 最高順位 | 最高順位 | 認定 | アルバム |
| #                                                                     | 発売日        | 作品名                    | オリコン | Hot 100  | RIAJ DL  | 認定 | アルバム |
| --------------------------------------------------------------------- | ------------- | ------------------------- | -------- | -------- | -------- | ---- | -------- |
| 1st                                                                   | 2011年2月23日 | tear drops                | 60       | －       | 66       |      |          |
| 2nd                                                                   | 2011年6月22日 | far away 〜青空見上げて〜 | 176      | －       | -        |      |          |
| 3rd                                                                   | 2012年8月22日 | Let's stand up            | －       | －       | -        |      |          |
| 配信シングル                                                          | 2013年10月2日 | papapa                    | －       | －       | -        |      |          |
| ライブ会場限定                                                        | 2016年5月8日  | アラサーガール            | －       | －       | -        |      |          |
| "—"はチャート圏外、チャート対象外、認定を受けなかったことを意味する。 |               |                           |          |          |          |      |          |

#### ミュージックビデオ
| 年     | ビデオ     | 監督   |
| ------ | ---------- | ------ |
| 2011年 | tear drops | [ 14 ] |